# Stato tributario
Uno stato tributario è uno stato premoderno subordinato ad uno più potente che prevedeva l'invio di un regolare segno di sottomissione, o tributo, al potere superiore (il Suzerain).

## Funzionamento
Questo assumeva spesso la forma di un sostanziale trasferimento di ricchezza, come la consegna di oro, prodotti o schiavi, in modo che il tributo potesse essere meglio visto come il pagamento del pizzo. Potrebbe anche essere più simbolico: a volte si trattava semplicemente della consegna di un segno di sottomissione come il tributo del falcone Maltese che il Gran Maestro dell'Ordine degli Ospitalieri di San Giovanni di Gerusalemme era solito inviare annualmente al Viceré di Sicilia per governare Malta. Potrebbe anche comportare la presenza del sovrano subordinato alla corte dell’egemone per dare pubblica dimostrazione di sottomissione.
Gli eredi moderni degli egemoni tributari tendono a sostenere che la relazione tributaria dovrebbe essere intesa come un riconoscimento della sovranità dell'egemone nel mondo moderno, mentre i precedenti stati tributari negano che vi sia stato un trasferimento di sovranità.
Nelle Filippine, i Datus dei Barangay divennero vassalli dell'Impero spagnolo, dalla fine del XVI secolo fino a quando l'arcipelago cadde sotto il potere degli Stati Uniti d'America nel 1898. Il loro diritto di governare fu riconosciuto dal re Filippo II di Spagna, l'11 giugno 1594, a condizione di pagare i tributi dovuti alla Corona spagnola.